# Júlio César (ur. 1982)
Júlio César, właśc. Júlio César Coelho de Moraes Júnior (ur. 15 czerwca 1982 w São Paulo) – brazylijski piłkarz, występujący na pozycji obrońcy.

## Kariera klubowa
Karierę piłkarską Júlio César rozpoczął w klubie Bangu AC w 2002. Rok 2003 rozpoczął w Américe Natal, by w drugiej części roku przeszedł do CR Flamengo. W lidze brazylijskiej zadebiutował 27 września 2003 w wygranym 2-1 meczu z Athletico Paranaense. Z Flamengo zdobył mistrzostwo stanu Rio de Janeiro – Campeonato Carioca w 2004.
W 2005 był zawodnikiem drugoligowej Marílii. W latach 2006–2009 był zawodnikiem Cruzeiro EC. Z Cruzeiro zdobył mistrzostwo stanu Minas Gerais – Campeonato Mineiro w 2006. Lata 2007-2009 Júlio César spędził na wypożyczeniach w Cabofriense oraz pierwszoligowych Náutico Recife i Goiás EC, z którym zdobył mistrzostwo stanu Goiás – Campeonato Goiano w 2009. 
Na początku 2010 został zawodnikiem Fluminense FC.
W barwach Flu zadebiutował 17 stycznia 2010 w wygranym 3-0 meczu ligi stanowej z Americano FC, w którym w 55 min. ustalił wynik meczu. Júlio César zdobył z Flu mistrzostwo Brazylii w 2010. Mając problemy z wywalczeniem miejsca w składzie Fluminense w sierpniu 2011 został wypożyczony do Grêmio Porto Alegre. W Grêmio zadebiutował 28 sierpnia 2011 w wygranym 2-1 meczu derbowym z Internacionalem.
| Sezon | Klub                     | Kraj     | Rozgrywki                     | Mecze | Bramki |
| ----- | ------------------------ | -------- | ----------------------------- | ----- | ------ |
| 2002  | Bangu AC                 | Brazylia | Campeonato Brasileiro Série C | 8     | 0      |
| 2003  | América Natal            | Brazylia | Campeonato Brasileiro Série B | 12    | 1      |
| 2003  | CR Flamengo              | Brazylia | Campeonato Brasileiro Série A | 2     | 0      |
| 2004  | CR Flamengo              | Brazylia | Campeonato Brasileiro Série A | 12    | 0      |
| 2005  | Marília AC               | Brazylia | Campeonato Brasileiro Série B | 15    | 1      |
| 2006  | Cruzeiro EC              | Brazylia | Campeonato Brasileiro Série A | 17    | 0      |
| 2007  | AD Cabofriense Cabo Frio | Brazylia | Campeonato Carioca            | 29    | 9      |
| 2007  | Náutico Recife           | Brazylia | Campeonato Brasileiro Série A | 23    | 5      |
| 2008  | Goiás EC                 | Brazylia | Campeonato Brasileiro Série A | 28    | 4      |
| 2009  | Goiás EC                 | Brazylia | Campeonato Brasileiro Série A | 36    | 5      |
| 2010  | Fluminense FC            | Brazylia | Campeonato Brasileiro Série A | 23    | 1      |
| 2011  | Fluminense FC            | Brazylia | Campeonato Brasileiro Série A | 6     | 0      |
| 2011  | Grêmio Porto Alegre      | Brazylia | Campeonato Brasileiro Série A | 19    | 0      |
| 2012  | Grêmio Porto Alegre      | Brazylia | Campeonato Brasileiro Série A |       |        |

## Ciekawostki
Júlio César jest synem Júlio Césara Coelho de Moraesa reprezentanta Brazylii na początku lat 80.